# ロンドン・カウンティ・ホール
ロンドン・カウンティ・ホール（London County Hall）は、ロンドン・ランベスにある建築物。単にカウンティ・ホール（County Hall）とも。
旧グレーター・ロンドン・カウンシル（大ロンドン議会）庁舎であったが、現在は日本の白山殖産が所有し商業利用されている。

## 概要
ウェストミンスター橋東詰のテムズ川南岸に位置しており、ロンドン・アイやウォータールー駅に隣接している。
1922年にロンドン・カウンティ・カウンシル庁舎として建設された。その後もグレーター・ロンドン・カウンシル（大ロンドン議会）の庁舎として使われていたが、1986年に同議会は廃止され、1993年にはリバーサイド・ビルディングは白山殖産に売却され、現在はシー・ライフ・ロンドン・アクアリウム（ロンドン水族館）などの商業施設として利用されている。サーチ・ギャラリー（2003年-2005年）、ダリ・ユニバース（2000年-2010年）も一時期入居していた。

## 建物の構成
川岸に建つリバーサイド・ビルディングに加えて、4つの別棟により構成されている。
- リバーサイド・ビルディング

1913年建設開始、1939年竣工。1993年に白山殖産に売却。
- サウス・ブロック（南館）
- ノース・ブロック（北館）

1936～1939年に建設。1950年代と1960年代に拡張。
- アイランド・ブロック（別館）

1970～1974年に建設。
- アディントン・ストリート・アネックス（アディントン通り別館）

1960年に建設。